# 야히아 아티야트 알라
야히아 아티야트 알라 엘 이드리시(아랍어: يحيى عطية الله, Yahia Attiyat Allah El Idrissi, 1995년 3월 2일 ~ )는 모로코의 축구 선수로, 현재 모로코 보톨라의 위다드 AC와 모로코 축구 국가대표팀에서 레프트 백, 좌측 윙어로 뛰고 있다.